# Tecla Merlo
Tecla Merlo, född Maria Teresa Merlo 20 februari 1894 i Castagnito d'Alba, Piemonte, död 5 februari 1964 i Albano, Italien, var en italiensk romersk-katolsk nunna och grundare av Paulusdöttrarna tillsammans med prästen Giacomo Alberione. Hon förklarades som vördnadsvärd av påve Johannes Paulus II den 22 januari 1991.

## Biografi
Maria Teresa Merlo var utbildad sömmerska. År 1915 mötte hon prästen Giacomo Alberione (1884–1971; saligförklarad 2003) och grundade tillsammans med denne kongregationen Paulusdöttrarna. Hon antog ordensnamnet Tecla efter Tekla, som ska ha varit en av aposteln Paulus tidigaste lärjungar. Tecla Merlo avled av en hjärnblödning år 1964.